# Carinaria lamarcki
Carinaria lamarcki är en snäckart som beskrevs av Peron och Charles Alexandre Lesueur 1810. Carinaria lamarcki ingår i släktet Carinaria och familjen Carinariidae. Inga underarter finns listade i Catalogue of Life.

## Bildgalleri

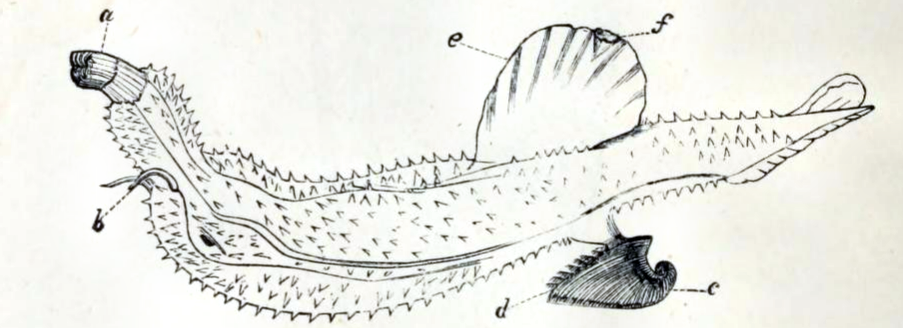